# カール・ワイク
カール・エドワード・ワイク (英: Karl Edward Weick, 1936年10月31日 - ) は、アメリカの組織理論家で、「ルース・カップリング」「マインドフルネス」「センスメイキング」という概念を組織研究の分野に紹介した人物である。現在はレンシス・リッカート特別大学の名誉教授で、ロスビジネススクールにて教鞭をとっている。

## 少年期と教育
ワイクは1936年10月31日にインディアナ州ウォーソーに生まれた。スプリングフィールド(オハイオ州)にあるウィテンバーグ大学で学士号を取得した。オハイオ州立大学でHarold B. Pepinsky指導の下1960年に修士号（学術）を取得し、Douglas P. CrowneとMilton J. Rosenberg指導の下1962年にPh.D.を取得した。

## 著作

### 単著
- The Social Psychology of Organizing（1969）
- ：遠田雄志訳『組織化の社会心理学』文眞堂、1997年
- Sensemaking in Organizations（1995）
- ：遠田雄志・西本直人訳『センスメーキングインオーガニゼーションズ』文眞堂、2001年
- Making Sense of the Organization（2001）

### 共著
- （キャスリーン・M.サトクリフとの共著）Managing the Unexpected: Assuring High Performance in an Age of Complexity（2001）
- （キャスリーン・M.サトクリフとの共著）Managing the Unexpected: Resilient Performance in an Age of Uncertainty（2007）
- ：西村行功訳『不確実性のマネジメント：危機を事前に防ぐマインドとシステムを構築する』ダイヤモンド社、2002年
- ：中西晶監訳『想定外のマネジメント：高信頼性組織とは何か』文眞堂、2017年